# Viking 2
Pour les articles homonymes, voir Viking (homonymie).
Viking 2 est la seconde mission du programme Viking. Elle consistait à lancer un ensemble composé d'un orbiteur et d'un atterrisseur, très proches de ceux utilisés pour Viking 1. L'atterrisseur Viking 2 opéra depuis la surface de Mars pendant 1 281 jours martiens et fut désactivé le 11 avril 1980, lorsque ses batteries tombèrent en panne. L'orbiteur continua de fonctionner jusqu'au 25 juillet 1978, fournissant près de 16 000 images de la planète, prises au cours de 706 révolutions.

## Mission
Le vaisseau fut lancé le 9 septembre 1975 par une fusée Titan III à dernier étage Centaur. Après un voyage de 333 jours vers Mars, la partie orbitale de la sonde commença à transmettre des images de la planète avant même son insertion en orbite. Cette insertion eut lieu le 7 août 1976. L'apoapside était de 33 000 km et le périapside de 1 500 km, avec une révolution de 24,6 heures. Le premier transfert orbital fut rapidement opéré sur un périapside de 1 499 km, une période orbitale de 27,3 heures et une inclinaison de 55,2 degrés pour permettre l'observation du site d'atterrissage du module Viking 2 Lander. Les missions Viking étaient en effet conçues pour que le module orbiteur retournât des vues du site martien de destination préalablement au lâcher de l'atterrisseur. Ce premier transfert sur orbite d'inspection eut lieu le 9 août. Les prises de vues du site commencèrent et la zone d'atterrissage finale fut validée en utilisant à la fois les images de Viking 2 et celles prises par l'orbiteur de la mission Viking 1.

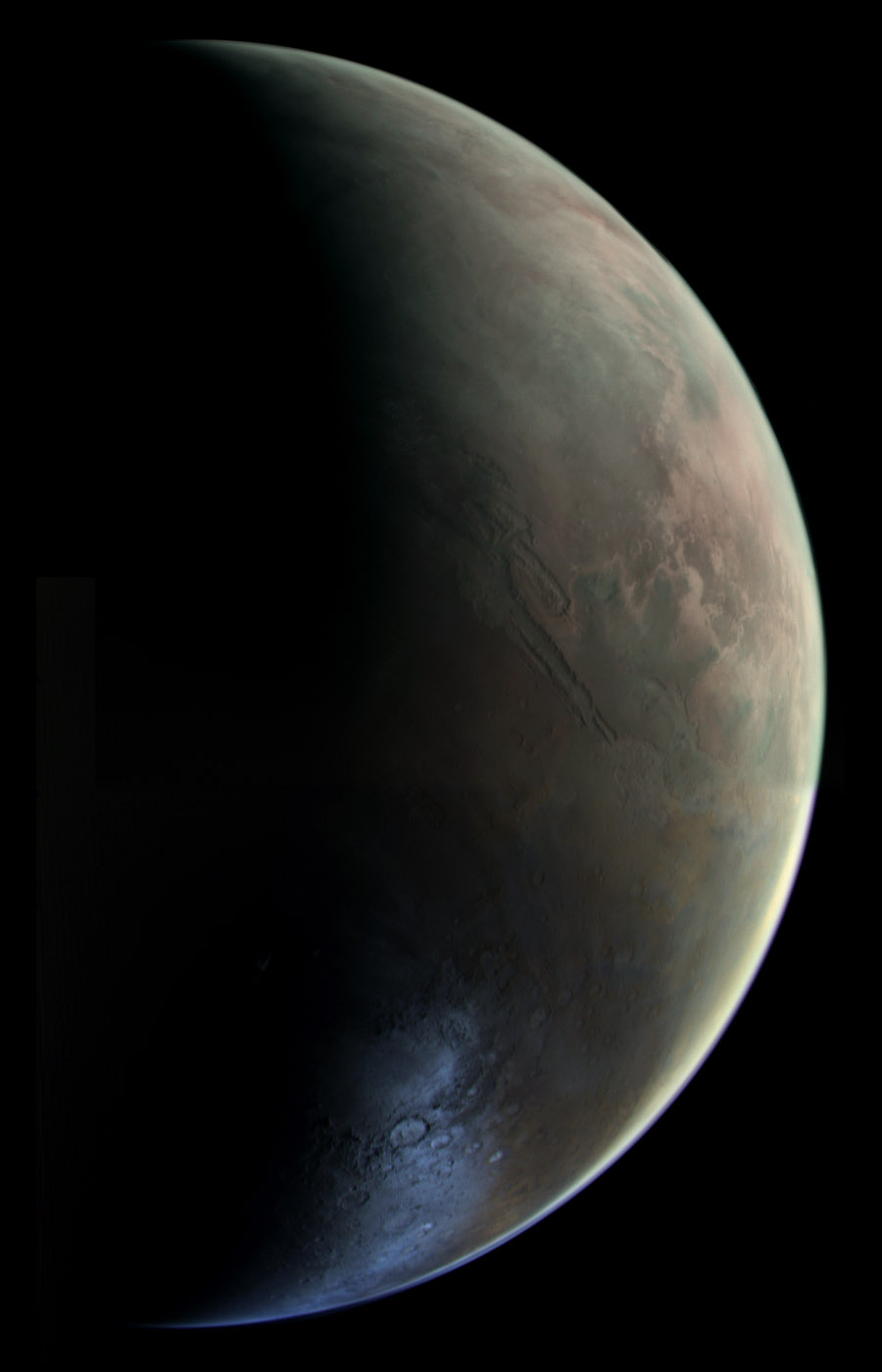
Cliché de lever de soleil sur Mars (croissant de Mars), pris par Viking 2 Orbiter en approche de Mars.

L'essentiel de la mission Viking 2 était identique à celle de Viking 1. Les deux vaisseaux bénéficiaient du même équipement. Viking 2 se distingua toutefois de Viking 1 par le fait que son sismographe fonctionna et enregistra des secousses telluriques, alors que le sismographe de Viking 1 ne parvint jamais à fonctionner. De même que Viking 1, Viking 2 effectua une approche des satellites de Mars, mais se concentra sur Deimos.

## Mission de l'orbiteur
La durée prévue de la mission initiale de Viking 2 était identique à celle de Viking 1, soit deux mois après mise en orbite. À cette échéance, le 5 octobre 1976, au début de la conjonction solaire, la sonde fonctionnait toujours et la poursuite de la mission fut décidée et entamée le 14 décembre 1976, après la fin de la conjonction.
Le 20 décembre 1976, le périapside de l'orbiteur fut descendu à 778 km et son inclinaison portée à 80 degrés. Les opérations prévues durant la mission étendue prévoyaient le survol du satellite Deimos en octobre 1977, ainsi que la prise de vue photographique systématique de la surface de Mars. À cette fin, le périapside fut abaissé à 300 km et la période de révolution portée à 24 heures le 23 octobre 1977.
Finalement, l'orbiteur fut victime d'une fuite dans son système de propulsion qui lui fit dégazer dans l'espace l'azote sous pression utilisé par son système de contrôle d'attitude. Il fut alors placé sur une orbite de 302 × 33 176 km (pour retarder au maximum la date de sa chute sur Mars), puis définitivement éteint le 25 juillet 1978.

### Chronologie de la mission orbitale
Comme son prédécesseur, Viking 2 passa environ un mois après son arrivée à chercher et à valider le site d'atterrissage pour son module martien. La principale différence entre l'orbite de Viking 2 et celle de Viking 1 réside dans son inclinaison élevée, qui lui permit de mener des observations détaillées des régions polaires depuis une altitude relativement faible.
| Date              | Révolution | Événement                                                                                |
| ----------------- | ---------- | ---------------------------------------------------------------------------------------- |
| 7 août 1976       | 0          | Insertion dans l'orbite de Mars.                                                         |
| 9 août 1976       | 2          | Ajustement de la période orbitale et de l'orbite. Début de translation vers l'ouest.     |
| 14 août 1976      | 6          | Augmentation de la période orbitale pour augmenter la vitesse de déplacement.            |
| 25 août 1976      | 16         | Baisse de la vitesse de déplacement en vue du largage de l'atterrisseur.                 |
| 27 août 1976      | 18         | Orbite synchrone au-dessus du site d'atterrissage.                                       |
| 3 septembre 1976  | 25         | Atterrissage de VL-2 à 22 h 37 min 50 s UTC.                                             |
| 30 septembre 1976 | 51         | Modification du plan orbital et inclinaison à 75°. Début d'une translation vers l'ouest. |
| 20 décembre 1976  | 123        | Baisse du périapside à 800 km et inclinaison portée à 80°.                               |
| 2 mars 1977       | 189        | Orbite synchrone au-dessus de VL-2.                                                      |
| 18 avril 1977     | 235        | Modification de période : 13 révolutions durent 12 jours martiens (désignés « sols »).   |
| 25 septembre 1977 | 404        | Modification orbitale pour approcher Deimos.                                             |
| 9 octobre 1977    | 418        | Synchronisation de l'orbite avec Deimos.                                                 |
| 23 octobre 1977   | 432        | Modification de la période orbitale à 24 heures et baisse du périapside à 300 km.        |
| 25 juillet 1978   | 706        | Mise hors service de l'orbiteur.                                                         |

### Survol deDeimos

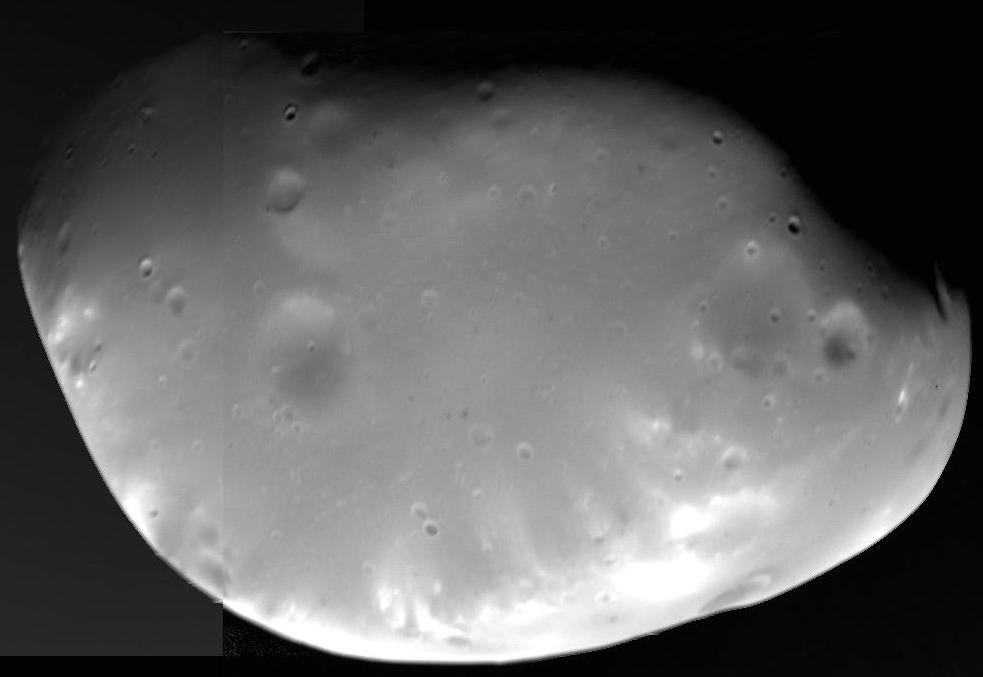
Vue de Deimos par Viking 2.

Le rallongement des deux missions Viking fut mis à profit pour explorer les deux principales lunes de Mars, Phobos et Deimos. Les deux orbiteurs, du fait même de la géométrie de leurs orbites, étaient en effet particulièrement bien placés pour survoler ces deux satellites. Après la réduction du périapside et la modification de l'orientation de la sonde, la sonde s'approcha de Deimos en octobre 1977. Ses premières images, prises à la distance de 1 400 km, montrent un satellite avec un relief doux. Ce n'est que lorsque la sonde s'approcha à seulement 14 km que les cratères apparurent. L'association des données collectées par Viking 1, Viking 2 et Mariner 9 permit d'évaluer précisément la masse des deux satellites de Mars.

## Mission de l'atterrisseur

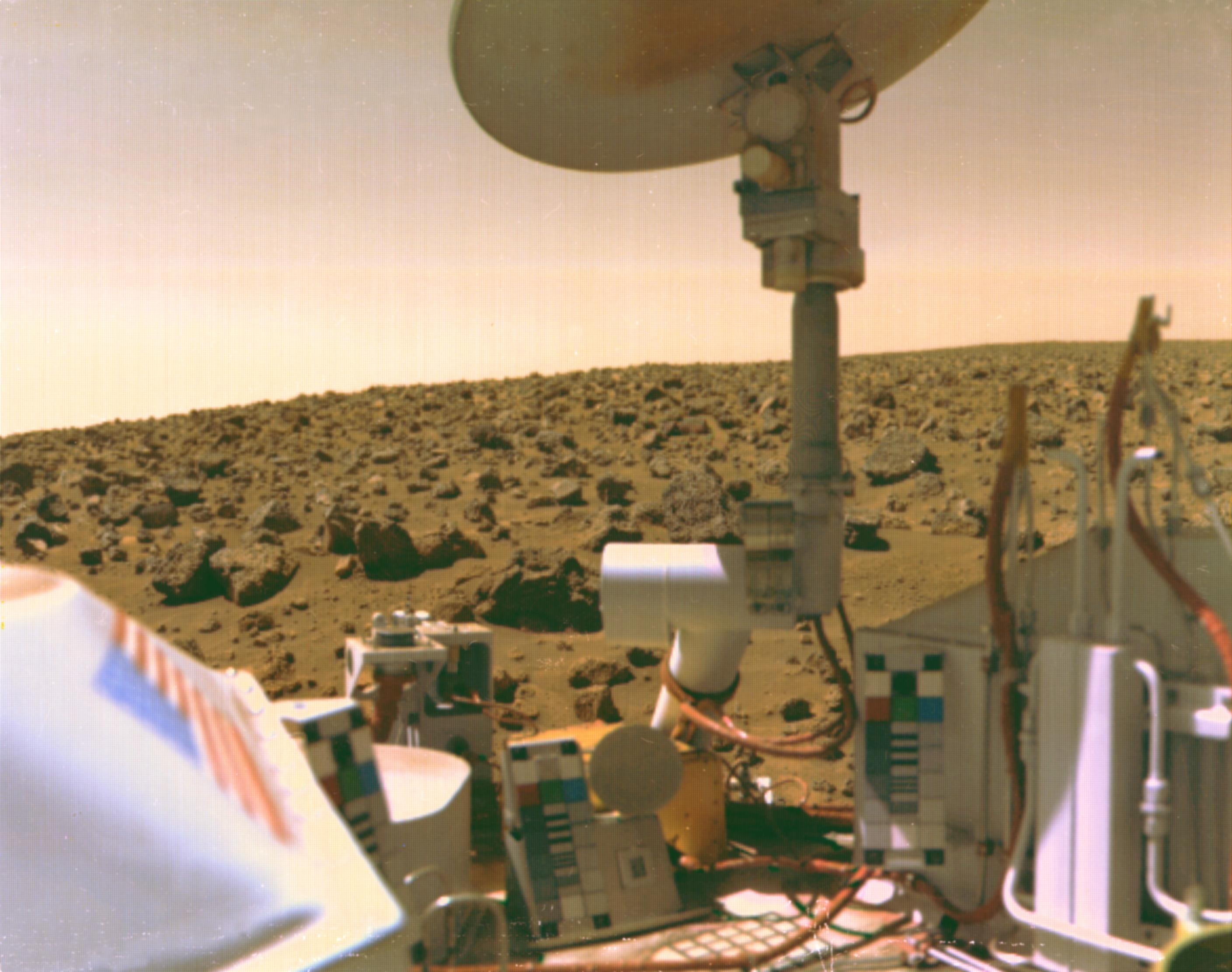
Viking 2 sur son site d'atterrissage.

L'atterrisseur — désigné « VL-2 », pour « Viking Lander-2 » — et son bouclier thermique se séparèrent de l'orbiteur le 3 septembre à 19 h 39 min 59 s UTC. Au moment de la séparation, l'atterrisseur avait une vitesse orbitale de 4 km/s. Peu après la séparation, ses moteurs-fusées furent allumés pour entamer sa désorbitation. Après quelques heures, à approximativement 300 km d'altitude, l'atterrisseur fut réorienté en vue de son entrée dans l'atmosphère martienne. Le bouclier, avec son revêtement de protection thermique, ralentit le vaisseau par frottement sur les couches atmosphériques. La sonde atterrit sur Mars le 3 septembre 1976 à 22 h 58 min 20 s UTC — 9 h 49 min 5 s en temps local martien — dans une dépression située à 4 000 m au-dessous du niveau moyen de la surface martienne et envoya les premières images en couleur du terrain, en noir et blanc puis en couleurs. Le bras téléscopique de prélèvement d'échantillon de sol fut dégagé de son enveloppe et le premier relevé météorologique indiqua une température entre -39° et -36°C et un vent de 17 km/h.
Viking VL-2 atterrit à environ 200 km à l'ouest du cratère Mie de Utopia Planitia, sur le point de coordonnées planétographiques 48,269° N, 134,01° E, à environ 4 600 miles de VL-1, avec une altitude de référence de 4,23 km. Sur les 85 kg de carburant embarqués par l'atterrisseur, il restait 22 kg dans les réservoirs du vaisseau après l'atterrissage. En raison de la mauvaise identification radar d'un des rochers ou d'une surface particulièrement réflective, les propulseurs d'atterrissage restèrent allumés 0,4 seconde de trop. Ceci eut pour effet de fissurer la surface et de soulever un nuage de poussière imprévu. VL-2 était posé avec une jambe d'atterrissage en appui sur un rocher, et penchait de 8,2 degrés. La caméra put néanmoins réaliser des prises de vues immédiatement après l'atterrissage du vaisseau.
L'atterrisseur Viking 2 fonctionna pendant 1 281 sols (noms des jours martiens, lire aussi Mesure du temps sur Mars), soit 1 316 jours terrestres, contre 2 245 sols (2 306 jours terrestres) pour VL-1. Il fut mis hors service le 11 avril 1980, à la suite de la défaillance de ses batteries.

### Position du module d'atterrissage Viking 2 sur Mars
Le site d'atterrissage de Viking 2 se trouve à 6 725 km de Viking 1, à 5 275 km du site Cydonia Mensae (lieu-dit « le visage de Mars »), 4 705 km du volcan dit « Olympus Mons », 8 420 km du lieu-dit « Cité des Inca », 6 620 km de Mars 2, 6 375 km de Mars 3, 9 110 km de Mars 6.
Par rapport aux modules martiens des missions récentes, Viking 2 se trouve à 7 215 km de Mars Polar Lander, à 6 860 km de la sonde Mars Pathfinder (Viking 1 est à moins de 1 000 km de cette sonde), et 6 970 km de Deep Space 2.
| Mars 3 Viking 1 Viking 2 Mars Pathfinder Spirit Opportunity Phoenix Curiosity Perseverance Beagle 2 Schiaparelli InSight Mars 6 Mars 2 |

Position de Viking 2 par rapport aux autres sondes spatiales ayant atterri sur Mars.

## État actuel des éléments deViking 2

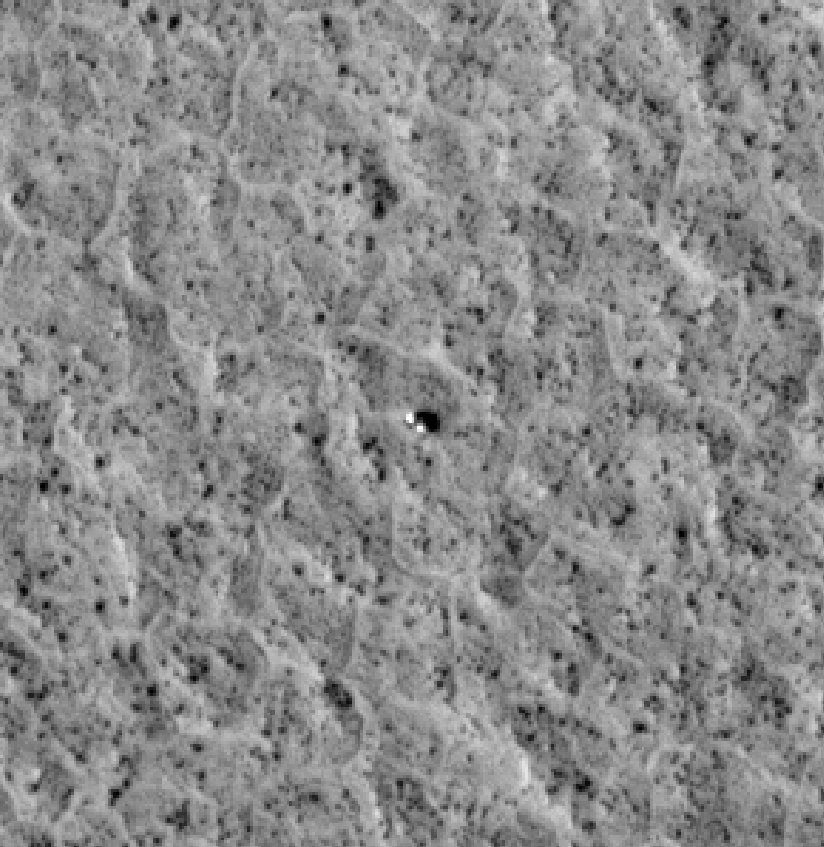
Photo de VL-2 prise par Mars Reconnaissance Orbiter, en 2006.

Après une série de dysfonctionnements des propulseurs de contrôle d'altitude dus à un manque de carburant, l'orbiteur Viking 2 a été placé sur une orbite de 302 × 33 176 km, qui devrait lui permettre de survoler Mars jusqu'en 2025. Le module orbital fut éteint le 25 juillet 1978.
Le module d'atterrissage est toujours sur son site d'atterrissage d'Utopia Planitia, où il a été photographié par la sonde Mars Reconnaissance Orbiter en 2005. Les deux modules d'atterrissage Viking sont considérés aujourd'hui comme des monuments historiques et ont à ce titre reçu des noms commémoratifs. En 2001, l'administrateur de la NASA, Daniel Goldin, a donné à l'atterrisseur de Viking 2 le nom de « Gerald Soffen Memorial Station », en souvenir du responsable scientifique du projet Viking, Gerald A. Soffen.

## Résultats de la missionViking 2

### Conditions observées sur le site d'atterrissage
Sur les images originales, le ciel martien apparaît d'un bleu plus pâle que celui de la Terre du fait de la faible densité de l'atmosphère. Pensant à une erreur de calibrage semblable à celle de Viking 1, la NASA l'a recoloré (comme pour toutes les photographies qui suivirent dans la mission), et le ciel apparaît dorénavant comme légèrement rosé, tout comme la poussière. La surface est inégale et le sol est formé de galets avec des rochers plus importants répartis dans le champ de vision. La plupart des roches sont de taille identique, nombre d'entre elles pourraient présenter de petites cavités ou des bulles en surface causées par des fuites de gaz survenues durant leur entrée atmosphérique. Certains blocs pourraient porter des traces d'érosion causées par le vent. De nombreux rochers semblent « perchés », comme si le vent avait dégagé la poussière de leur base,. On observe de nombreuses petites dunes de sable, qui semblent toujours actives. La vitesse moyenne du vent est en effet estimée à 7 mètres par seconde (25 kilomètres par heure). Comme sur le site VL-1, il semblerait que la surface du sol soit formée d'une croûte dure similaire aux dépôts dits « caliche » fréquemment rencontrés dans le Sud-Ouest des États-Unis. Ce type de croûte est formé par des solutions minérales qui migrent dans le sol, et s'évaporent lorsqu'elles parviennent à la surface.

### Analyses du sol
Le sol ressemble à ce qui peut être rencontré sur des surfaces produites à partir d'altérations des laves basaltiques. Le sol analysé contenait de grandes quantités de silicium et de fer, ainsi que des quantités notables de magnésium, d'aluminium, de soufre, de calcium et de titane. Des oligo-éléments, tels que le strontium et l'yttrium, ont été détectés. La quantité de potassium mesurée est cinq fois plus faible que la moyenne observée dans la croûte terrestre. Certains composés chimiques du sol contiennent du soufre et du chlore sous une forme semblable à celle que l'on rencontre après l'évaporation de l'eau de mer. Le soufre était plus concentré dans la croûte de surface du sol et également présent dans la couche superficielle immédiatement inférieure. Le soufre était présent sous forme de sulfates de sodium, de magnésium, de calcium et de fer. Il est possible que du sulfure de fer soit également présent. On notera que les missions d'exploration des robots Spirit et Opportunity ont confirmé la présence des deux sulfates identifiés lors des missions Viking.

### Recherche de vie
Viking devait réaliser des expériences biologiques dont la finalité était de rechercher la vie sur Mars. Les trois systèmes utilisés pour les expérimentations pesaient 15,5 kg : on trouvait le système d'expérience pyrolytique (PR), le système d'expérience étiquetée et le système d'expérience à base d'échange de gaz (GEX). En plus des instruments d'expérimentation biologique, Viking transportait également un Chromatographe de Gaz et un Spectromètre de Masse (GCMS) qui était capable de mesurer la composition et l'abondance d'éléments organiques dans le sol martien.
Les résultats furent surprenants et considérés comme intéressants. Le GCMS donna un résultat négatif, tout comme le PR et le GEX, mais le dispositif d'expérimentation par échantillon étiqueté (LR) donna un résultat positif. La scientifique de la mission Viking Patricia Straat déclara d'ailleurs sur ce sujet en 2009 : « Notre [LR] expérience fut une réponse définitive sur la question de la vie, mais de nombreuses personnes affirmèrent que ses résultats n'étaient que des faux positifs pour diverses raisons ». La plupart des scientifiques considèrent que les données positives étaient en fait le fruit de réactions chimiques et non organiques du sol. Néanmoins, ce point de vue pourrait changer avec la découverte récente de glace près de la surface dans la zone d'atterrissage des Viking.
Aucun composé organique chimique ne fut trouvé dans le sol. Néanmoins, on sait maintenant que l'exploration des zones sèches de l'Antarctique n'a pas permis de détecter des organismes alors que l'on sait qu'il en existe pourtant dans les rochers. Viking aurait donc très bien pu mener ses expériences au mauvais endroit. Ainsi les peroxydes qui peuvent oxyder les composés chimiques organiques. Récemment, le vaisseau Phoenix a découvert des perchlorates dans le sol martien. Le perchlorate est un oxydant puissant et il pourrait être responsable de la destruction de la vie organique sur la surface martienne. Il est très probable que, s'il existe une forme de vie carbonée à la surface de Mars, elle ne se trouvera pas sur la surface du sol.

### Études sismiques
Les scientifiques constatent rapidement que les données collectées par le sismomètre embarqué n'ont rien à voir avec des mouvements sismiques. Solidaire du pont de l'atterrisseur, l'instrument enregistre tous les mouvements mécaniques affectant celui-ci : rotation de l'antenne grand gain orientable, déplacement du bras robotique, fonctionnement du magnétophone et surtout action du vent qui fait vibrer la plateforme. Seules les mesures faites de nuit, en conditions de vent plus faible et d'absence d'activité des instruments, sont éventuellement exploitables. Mais la faible sensibilité de l'instrument et les doutes sur l'origine des mouvements enregistrés interdisent de conclure de manière certaine.

### Viking Lander 2 Galerie d'images

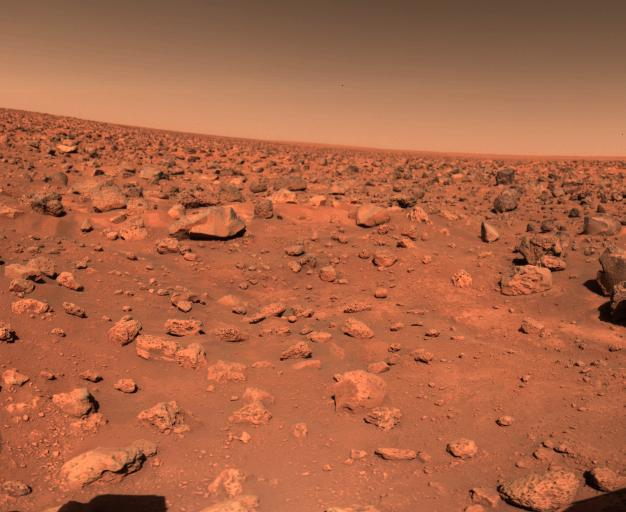
Viking Lander 2 Camera 2 Première image Couleur (couleur basse résolution) Sol 2, September 5, 1976 14 h 36.
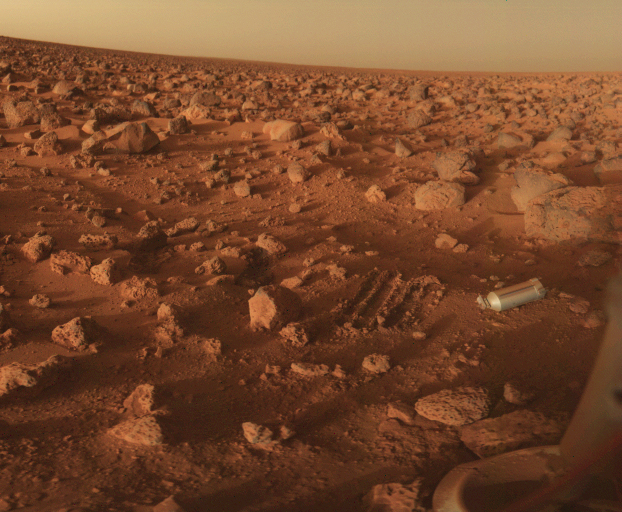
Viking Lander 2 Camera 2 22G144 (couleur basse résolution) Sol 552 19 h 16.
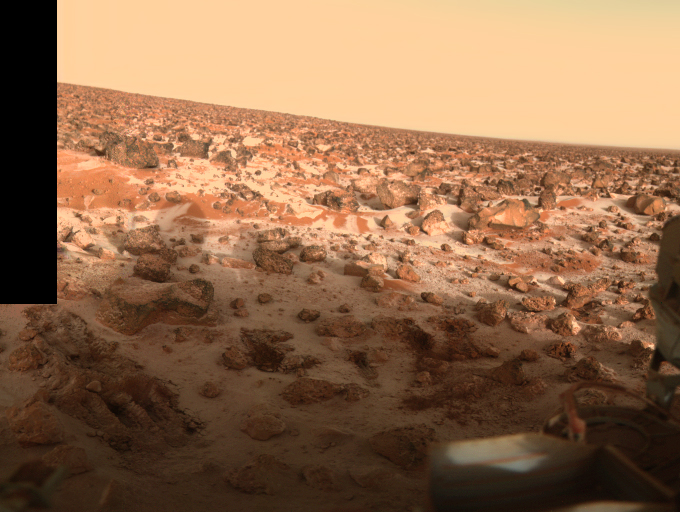
Viking Lander 2 Camera 1 GIVRE (couleur basse résolution) Sol 960 14 h 14.
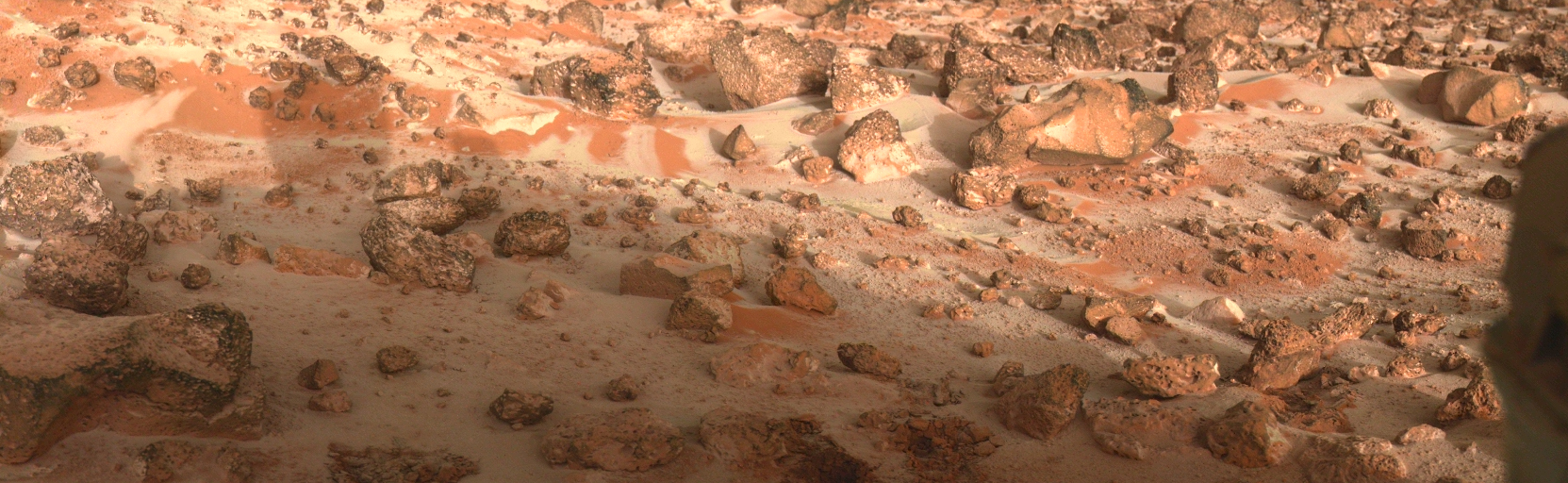
Viking Lander 2 Camera 1 GIVRE HAUTE RÉSOLUTION (avec couleur basse résolution) Sol 959 14 h 39.
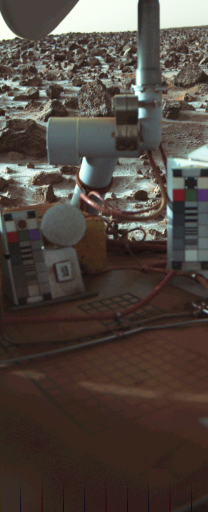
Viking Lander 2 Camera 2 GIVRE (couleur basse résolution) Sol 955 12 h 13.
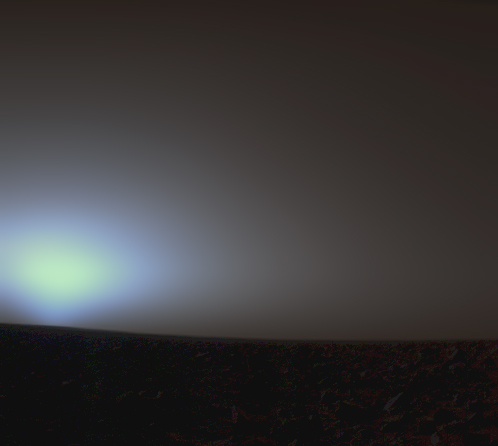
Viking Lander 2 Camera 2 CIEL AU LEVER DU SOLEIL (couleur basse résolution) Sol 34 04 h 22.
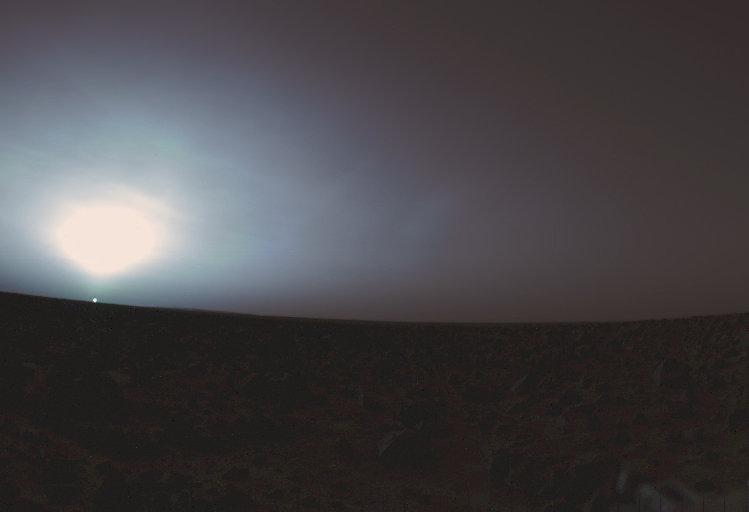
Viking Lander 2 Camera 2 CIEL AU LEVER DU SOLEIL (couleur basse résolution) Sol 631 04 h 00.